# Portrait de Matisse
Portrait de Matisse est un tableau réalisé par le peintre français Albert Marquet en 1899. Cette huile sur toile est un portrait en buste de son confrère Henri Matisse. L'œuvre a été achetée par la ville de Bordeaux en 2011 et elle est désormais conservée au musée des Beaux-Arts de Bordeaux.